# Sondermunitionslager Dortmund
Das Sondermunitionslager Dortmund war ein britisches Atomwaffenlager in Dortmund-Brackel im Ruhrgebiet.
Die Britische Rheinarmee hatte in Brackel mit den Napier Barracks einen Stützpunkt in Dortmund bis 1995. Das Sondermunitionslager befand sich am östlichen Ende des Geländes und verfügte über zwei Bunker.